# جيه. دي. أيفرمور
جيه. دي. أيفرمور (بالإنجليزية: J. D. Evermore)‏ هو ممثل أمريكي، ولد في 15 نوفمبر 1968 بغرينفيل في الولايات المتحدة.

## أعمال

### أفلام
- (2005) السير على الخط[3]
- (2006) الوصي[4]
- (2006) طريق المجد
- (2009) أنا أحبك فيليب موريس
- (2009) الملازم السيئ ميناء الدعوة - نيو أورليانز[5]
- (2010) جونا هيكس
- (2011) 51
- (2012) جانغو الحر[6]
- (2012) مسروق[7]
- (2013) المضيف
- (2013) عبد لاثني عشر عاما[8][9]
- (2013) مخلوقات جميلة[10]
- (2013) مدينة محطمة
- (2013) نادي دالاس للمشترين[11][9]
- (2014) 99 منزل
- (2014) بري[12][13]
- (2014) بزوغ كوكب القردة[14]
- (2014) بلد سيئة
- (2015) المبارزة
- (2015) ترامبو[15]
- (2016) ديب واتر هورايزن[16]
- (2016) يعيش ليلا[17]
- (2018) أول رجل

### مسلسلات
- الموتى السائرون
- تصحيح
- جوال تكساس ووكر

## وصلات خارجية
- جيه. دي. أيفرمور على موقع IMDb (الإنجليزية)
- جيه. دي. أيفرمور على موقع قاعدة بيانات الأفلام العربية
- جيه. دي. أيفرمور على موقع ألو سيني (الفرنسية)
- جيه. دي. أيفرمور على موقع أول موفي (الإنجليزية)
- جيه. دي. أيفرمور على موقع قاعدة بيانات الأفلام السويدية (السويدية)
- جيه. دي. أيفرمور على موقع قاعدة بيانات الفيلم (الإنجليزية)
- جيه. دي. أيفرمور على موقع كينوبويسك (الروسية)